# Lotte Goris
Lotte Goris (20 maart 2000) is een Belgische zwemster. 

## Levensloop
Ze is aangesloten bij BRABO. Ze zwemt zowel wisselslag, schoolslag, vlinderslag als rugslag. 
Op de Europese Spelen 2015 in Bakoe werd ze respectievelijk zesde en zevende in de finales van de 100 m vrije slag en de 400 m wisselslag.
Ze is voormalig Belgische recordhoudster op de 200 meter vrije slag. In Antwerpen verbeterde ze het Belgisch record op 28 februari 2016 met een tijd van 2:00.53. Het vorige record van 2:00.90 was van Nina Van Koeckhoven op 7 juli 2000 in Helsinki. Op de Europese kampioenschappen zwemmen 2016 in het Aquatics Centre in Londen verbeterde ze dit Belgisch record nog twee maal. Op vrijdagochtend 20 mei 2016 zwom ze in de reeksen 2:00.32, in de halve finale zette ze een tijd van 2:00.28 neer, wat een 15e plaats opleverde. Op 2 juli 2017 verloor ze het record aan Valentine Dumont. Zij zwom de 200m vrije slag in 1:58,35. 

## Belangrijkste prestaties
| Jaar | Olympische Spelen                         | WK langebaan                              | WK kortebaan                              | EK langebaan                                                 | EK kortebaan                              |
| ---- | ----------------------------------------- | ----------------------------------------- | ----------------------------------------- | ------------------------------------------------------------ | ----------------------------------------- |
| 2018 |                                           |                                           | Geen deelname                             | 15e 200m vrije slag 10e 4x200m vrije slag                    |                                           |
| 2019 |                                           | Geen deelname                             |                                           |                                                              | Geen deelname                             |
| 2020 | Geen toernooien vanwege de coronapandemie | Geen toernooien vanwege de coronapandemie | Geen toernooien vanwege de coronapandemie | Geen toernooien vanwege de coronapandemie                    | Geen toernooien vanwege de coronapandemie |
| 2021 | Geen deelname                             |                                           | 16-21 december                            | 29e 200m vrije slag 12e 400m vrije slag 7e 4x200m vrije slag | Geen deelname                             |

## Persoonlijke records
(Bijgewerkt tot en met 11 augustus 2018)

### Kortebaan
| Afstand         | Tijd    | Datum            | Plaats    |
| --------------- | ------- | ---------------- | --------- |
| 50m vrije slag  | 26,00   | 11 november 2017 | Gent      |
| 100m vrije slag | 55,68   | 15 november 2015 | Gent      |
| 200m vrije slag | 2.00,55 | 14 november 2015 | Gent      |
| 400m vrije slag | 4.15,23 | 22 november 2015 | Stockport |

### Langebaan
| Afstand         | Tijd    | Datum         | Plaats    |
| --------------- | ------- | ------------- | --------- |
| 50m vrije slag  | 26,98   | 26 juli 2015  | Charleroi |
| 100m vrije slag | 55,97   | 17 mei 2016   | Londen    |
| 200m vrije slag | 2.00,28 | 20 mei 2016   | Londen    |
| 400m vrije slag | 4.18,49 | 22 april 2016 | Antwerpen |